# Dorcadion tuleskovi
Dorcadion tuleskovi är en skalbaggsart som beskrevs av Heyrovský 1937. Dorcadion tuleskovi ingår i släktet Dorcadion och familjen långhorningar. Inga underarter finns listade i Catalogue of Life.